# Hyaenodontidae
Los hienodóntidos (Hyaenodontidae) («diente de hiena») son una familia extinta de mamíferos depredadores pertenecientes al orden Hyaenodonta (antes incuidos en Creodonta), que surgieron durante el Paleoceno y persistieron hasta el Mioceno. Fueron considerablemente más exitosos y tenían mayor rango de distribución que la otra familia de creodontos, Oxyaenidae.

## Características
Estos animales se caracterizaban por su cráneos largos, mandíbulas delgadas, cuerpos gráciles y tendencia a caminar sobre los dedos en lugar de hacerlo sobre las plantas de las extremidades. Su altura oscilaba entre 30 y 140 cm hasta la cruz. Mientras Hyaenodon gigas, el más grande de los hienodóntidos tenía hasta 1,4 m de alto, unos 3 metros de largo y un peso estimado de 500 kg, la mayoría tenía un peso que oscilaba entre 5–15 kg, equivalente a un perro de tamaño medio. Las características de su cráneo muestran que tenía sentido del olfato especialmente agudo, mientras sus dientes estaban mejor adaptados para cortar que para triturar.

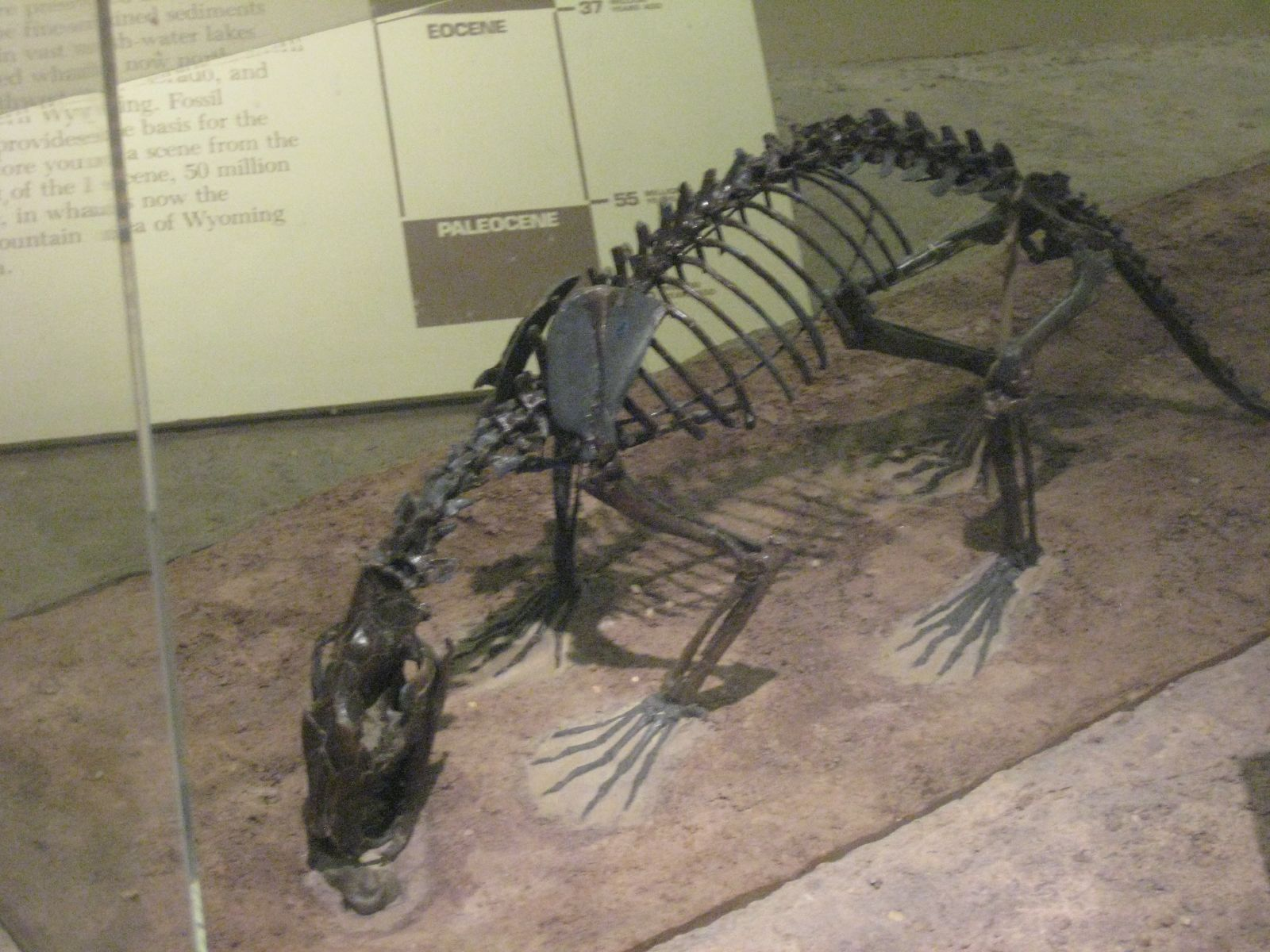
Sinopa grangeri

Debido a lo amplio de su rango, es probable que las diferentes especies cazaran de forma distinta, lo cual les permitía ocupar diferentes nichos ecológicos. Las especies más pequeñas pudieron cazar en grupos durante la noche como los lobos y las más grandes pudieron hacerlo a la luz del día, usando su tamaño y mandíbulas poderosas como armas principales. Los dientes carnasiales en los hienodóntidos era el segundo molar superior y el tercero inferior.

## Distribución
Los hienodóntidos se distribuyeron desde América del Norte hasta África. Fueron depredadores importantes en Eurasia, África y América del Norte durante el Oligoceno, pero perdieron terreno ante los mamíferos del orden Carnivora y todos los integrantes se extinguieron al terminar el Mioceno. Solo cuatro géneros, Megistotherium, y sus géneros relacionados, Hyainailouros, Dissopsalis, y la especie más reciente de Hyaenodon, Hyaenodon weilini, existieron durante el Mioceno, de los cuales solo Dissopsalis sobrevivió hasta finales del Mioceno.

## Géneros
- Orden Hyaenodonta
  - Suborden Preptotheria
    - Familia Hyaenodontidae[6][7]
      - Subfamilia Koholiinae
        - Género Boualitomus
        - Género Koholia
        - Género Lahimia
        - Género Metapterodon

      - Subfamilia Hyaenodontinae
        - Género Hyaenodon (sin. Alloeodectes, Neohyaenodon, Pseudopterodon)
        - Género Isohyaenodon
        - Género Neoparapterodon
        - Género Pyrocyon

      - Subfamilia Hyainailourinae
        - Género Akhnatenavus
        - Género Anasinopa
        - Género Buhakia
        - Género Dissopsalis
        - Género Francotherium
        - Género Furodon[8]
        - Género Hyainailouros (sin. Sivapterodon)
        - Género Megistotherium
        - Género Metasinopa
        - Género Parvavorodon[8]
        - Género Pterodon

      - Subfamilia Apterodontinae
        - Género Apterodon (sin. Dasyurodon)
        - Género Quasiapterodon

      - Subfamilia Limnocyoninae
        - Género Iridodon
        - Género Limnocyon (sin. Telmatocyon)
        - Género Oxyaenodon
        - Género Prolimnocyon
        - Género Thinocyon

      - Subfamilia Proviverrinae
        - Género Allopterodon
        - Género Arfia
        - Género Cynohyaenodon
        - Género Eurotherium
        - Género Glibzegdouia[8]
        - Género Leonhardtina
        - Género Masrasector
        - Género Morlodon[9]
        - Género Paracynohyaenodon
        - Género Prodissopsalis
        - Género Prototomus
        - Género Proviverra (sin. Mimocyon)
        - Género Sinopa (sin. Stypolophus, Triacodon)
        - Género Tinerhodon

      - Subfamilia Indohyaenodontinae[8]
        - Género Indohyaenodon
        - Género Kyawdawia
        - Género Paratritemnodon

      - Incertae sedis
        - Género Acarictis
        - Género Ahknatenavus
        - Género Alienetherium
        - Género Consobrinus
        - Género Galecyon[10]
        - Género Gazinocyon
        - Género Geiselotherium
        - Género Hemipsalodon
        - Género Hyaenodontipus
        - Género Imperatoria
        - Género Ischnognathus
        - Género Leakitherium
        - Género Orienspterodon
        - Género Oxyaenoides
        - Género Paenoxyaenoides
        - Género Parapterodon
        - Género Paravagula
        - Género Paroxyaena
        - Género Praecodens
        - Género Prolaena
        - Género Propterodon
        - Género Proviverroides
        - Género Quercitherium
        - Género Schizophagus
        - Género Teratodon
        - Género Thereutherium
        - Género Tritemnodon
        - Género Yarshea

Algunos han ubicado a Machaeroidinae en este clado, por ejemplo, Egi en 2001.